# Durag

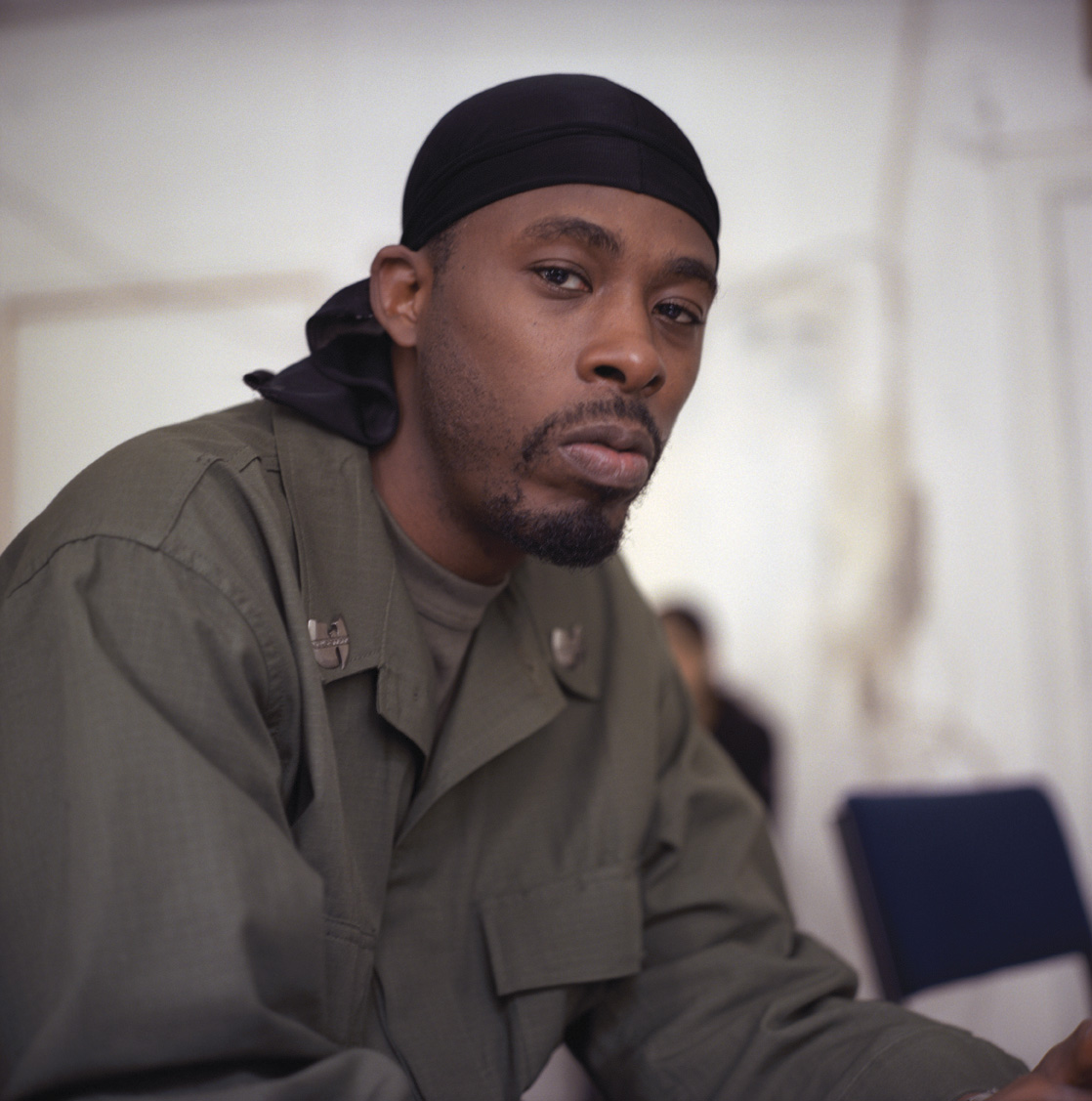
Il rapper GZA con un durag

Il durag è un tipo di foulard, usato come copricapo, diffuso tra gli afroamericani.

## Storia
Il durag veniva originariamente utilizzato dalle schiave durante il diciannovesimo secolo per raccogliere i capelli quando lavoravano. Tuttavia, il durag venne definito per la prima volta nel 1966 dall'Akron Beacon Journal come "una benda di tessuto indossata attorno alla fronte per assorbire il sudore e tenere i capelli in ordine". Stando a Darren Dowdy, presidente dell'azienda di abbigliamento So Many Waves, suo padre avrebbe inventato il copricapo nel 1979. Il durag è stato poi elevato a simbolo distintivo della comunità afroamericana e della cultura hip hop.